# Voedselstrategie
Een voedselstrategie (Engels: Food Strategy) is een plan voor de voedselvoorziening dat beschrijft wat er nodig is om op zowel de korte als de lange termijn in de voedselbehoefte te voorzien, zowel in kwantiteit als in kwaliteit. Het is een integrale planning met als doel om de productie van voedsel te reguleren, inclusief de logistiek van het voedsel, de prijsvorming, de marktwerking en hoe de afvalstoffen die vrijkomen bij de productie geminimaliseerd kunnen worden.
Een voedselstrategie beslaat alle aspecten van voedsel, waaronder de teelt, logistiek en gezondheid, met de nadruk op duurzaamheid. Een voedselstrategie kan zowel stedelijk, regionaal als nationaal opgesteld worden en kan opgesteld worden voor steden variërend van een kleine zes- à zevenduizend inwoners tot steden met meer dan een miljoen inwoners.
Bij een voedselstrategie spelen lokale producten een rol omdat een voedselstrategie beschrijft hoe er lokaal voedsel gewonnen kan worden. Lokaal en duurzaam voedsel verbouwen gebeurt over de gehele wereld, ook midden in steden. Voorbeelden van zulke stadslandbouw zijn te vinden in Vancouver en Malmö.